# 平胡克 (密蘇里州)
平胡克（英語：Pinhook）是位於美國密蘇里州密西西比縣的村。

## 人口
根據2020年美國人口普查的數據，平胡克的面積為0.37平方千米，皆為陸地。當地共有人口6人，而人口密度為每平方千米16人。